# Bruno Tesch
Bruno Emil Tesch (14 de agosto de 1890 – 16 de maio de 1946) foi um químico e empresário alemão. Junto com Gerhard Peters e Walter Heerdt, inventou o inseticida Zyklon B. Era proprietário da Tesch & Stabenow (chamada Testa), uma empresa de controle de pragas que co-fundou em 1924 com Paul Stabenow em Hamburgo, Alemanha. Durante o Holocausto, Tesch vendeu vastas quantidades de Zyklon B, utilizando seu pesticida como uma forma de cometer genocídio. Mais de 1,1 milhão de pessoas (principalmente judeus) foram assassinadas pelos nazistas usando Zyklon B. Um ex-funcionário de Tesch disse mais tarde que ele era motivado não pela ideologia, mas pelo ganho financeiro.
Após o fim da Segunda Guerra Mundial, foi preso pelas autoridades de ocupação britânicas, julgado como criminoso de guerra e executado. Tesch e seu vice-executivo, Karl Weinbacher, foram os únicos empresários a serem executados por seu papel nos crimes de guerra nazistas na Europa Ocidental.

## Vida inicial e educação
Depois de passar nos exames do ensino médio em 1910, Tesch estudou matemática e física por um semestre em 1910 na Universidade de Göttingen antes de estudar química na Universidade de Berlim. Recebeu seu doutorado em 1914 e se ofereceu como voluntário para o serviço militar no início da Primeira Guerra Mundial. Após um ferimento de guerra, Tesch foi nomeado por Fritz Haber no Instituto Kaiser Wilhelm de Química Física e Eletroquímica para desenvolver "armas químicas de guerra". Após a guerra, permaneceu lá como assistente pessoal de Haber até março de 1920. Tesch assumiu então a gestão da filial berlinense da Sociedade Alemã de Controle de Pragas (Degesch) GmbH. Tesch ingressou no Partido Nazista em 1º de maio de 1933, embora não como membro ativo. Tornou-se membro de apoio da SS no mesmo ano. Quando Emil Sehm, um ex-funcionário de Tesch que se tornou uma testemunha importante em seu julgamento, foi solicitado a dar sua opinião sobre ele, disse que Tesch não era motivado pela ideologia.
Citação: "Dr. Tesch era apenas um homem de negócios e, na minha opinião, era um homem de negócios muito inescrupuloso, um homem de negócios que estaria preparado para passar por cima de cadáveres; essa é minha opinião."

## Zyklon B
Tesch, junto com os químicos colegas Gerhard Peters e Walter Heerdt, com o apoio da I.G. Farben, iniciou pesquisas sobre o uso de cianeto de hidrogênio como agente fumigante. Desenvolveram um processo pelo qual o cianeto de hidrogênio podia ser fabricado e usado em forma sólida.
A patente foi atribuída à Degesch, "Deutsche Gesellschaft für Schädlingsbekämpfung mbH" (Sociedade Alemã Limitada para Controle de Pragas), subsidiária da I.G. Farben, sendo Walter Heerdt o único dos inventores a receber direitos de patente, uma porção dos lucros da fabricação e venda. Peters ingressou na Degesch e tornou-se diretor administrativo durante a Segunda Guerra Mundial. A Degesch foi designada pelo governo alemão para estabelecer as regras de segurança e padrões para o uso do Zyklon B, e recebeu a autoridade para autorizar remessas do fabricante para o cliente depois que os critérios rígidos fossem atendidos.
Tesch & Stabenow não fabricava nem Zyklon B nem qualquer outro químico. Era principalmente uma empresa de controle de pragas especializada em fumigação de propriedades comerciais, como os armazéns e navios de carga no Porto de Hamburgo. O Zyklon B era produzido pela Dessauer Werke e Kaliwerke.
Em 1925, a Tesch & Stabenow—em parte devido à generosidade de Paul Haber da Degesch—recebeu os direitos exclusivos para distribuir o inseticida Zyklon B a leste do rio Elba. Em 1927, Stabenow deixou a empresa. Tesch detinha uma participação de 45% da empresa e a Degesch detinha 55%. Tesch assumiu a propriedade única da empresa em 1942.
Durante a Segunda Guerra Mundial, a Tesch & Stabenow vendeu quantidades massivas de Zyklon B para a SS. O gás foi enviado para os Auschwitz, Sachsenhausen, Neuengamme, Gross-Rosen, Majdanek e Ravensbrück campos de concentração. Nestes campos, a SS usou o Zyklon B que haviam comprado para assassinar aproximadamente 1,1 milhão de pessoas.

## Prisão e investigação
Uma investigação sobre Tesch começou depois que um ex-contador da Testa, Emil Sehm, escreveu para as autoridades militares britânicas, que estavam presentes em Hamburgo desde que a cidade estava na zona do governo militar britânico da Alemanha ocupada pelos Aliados. Sehm disse que em 1942, encontrara um dos relatórios de viagem de Tesch. Nele, Tesch havia registrado uma entrevista com membros líderes da Wehrmacht, durante a qual foi informado de que o enterro, após fuzilamento, de judeus em números crescentes estava se mostrando cada vez mais anti-higiênico, e que foi proposto matá-los com ácido prússico. Alegadamente, quando Tesch foi questionado sobre suas opiniões, propôs usar o mesmo método, envolvendo a liberação de gás de ácido prússico em um espaço fechado, usado para exterminar pragas. Ele então treinou a SS para usar Zyklon B para matar seres humanos.
Sehm disse que copiou este relatório e o mostrou a um amigo próximo, Wilhelm Pook. Pook aconselhou Sehm a destruir a carta imediatamente, pois manter a carta representava um risco de segurança. Sehm destruiu a carta. Foi demitido por razões desconhecidas após o prédio da empresa sofrer um bombardeio aéreo em julho de 1943.
Tesch foi detido em setembro de 1945. Os oficiais britânicos Walter Freud e Fred Pelican foram designados para o caso. No dia seguinte à prisão de Tesch, Sehm acompanhou os britânicos ao prédio da empresa, apenas para descobrir que o registro aparentemente havia sido destruído em um bombardeio aéreo (mais tarde se suspeitou que o registro havia sido intencionalmente destruído).
Durante o interrogatório, Tesch se apresentou como um respeitável empresário e químico. Negou todas as sugestões e acusações de que havia colaborado com a SS em relação ao extermínio de judeus. Disse que nunca participou de uma conferência discutindo o assunto, não havia desenvolvido nenhum método para usar Zyklon B além de fumigação dos barracões, e não sabia que o gás estava sendo usado para matar pessoas. Tesch disse que nem mesmo sabia que o gás estava sendo enviado para campos de concentração.
Tesch admitiu ser membro do Partido Nazista e um "membro de apoio da SS". Explicou que havia se afiliado ao Instituto de Higiene da SS para obter seus negócios. Freud não acreditou em Tesch, mas não tinha evidências além da palavra de Sehm. Ao mesmo tempo, Freud estava enfrentando pressão do alto comando para liberar Tesch, já que as forças de ocupação britânicas estavam usando Zyklon B para fumigar seus navios. Contra os desejos de Freud e Pelican, Tesch foi libertado em 1º de outubro de 1945.
Ambos os homens imediatamente começaram a fazer lobby junto a seus superiores para permitir que continuassem sua investigação. Freud, que era químico ele mesmo, estava determinado que a investigação fosse permitida a continuar. Ele e Pelican disseram ao alto comando que o caso de Tesch era a primeira vez que estavam lidando "não com pessoas diretamente envolvidas no assassinato ou mau tratamento de prisioneiros ou trabalhadores escravos, mas com aqueles que emprestaram sua habilidade e serviços para facilitar o trabalho horrível dos campos de concentração e assim se identificaram com violações das leis de guerra em escala massiva." Seus superiores cederam, e Tesch foi preso novamente em 6 de outubro de 1945. Freud e Pelican começaram a procurar através de outros arquivos, e descobriram que a empresa teve um aumento acentuado nos lucros em 1942 e 1943, quando os gaseamentos em massa estavam no auge. No entanto, não conseguiram encontrar nada sugerindo que Tesch ou seus funcionários soubessem que seu produto estava sendo usado para matar pessoas. Batidas nos funcionários da empresa não revelaram nada.
Durante interrogatórios adicionais, Freud relatou que Tesch adotou uma atitude de ignorância levada "ao absurdo". O interrogatório do vice-executivo de Tesch, Karl Weinbacher, também falhou em obter respostas. Freud relatou que Weinbacher era "cegamente obediente, tem cérebro lento", e era "um homem arrogante com intelecto limitado". Freud disse que Weinbacher "era tão insolente que medidas especiais tiveram que ser tomadas pelo oficial interrogador."
A administração britânica logo estava insistindo que a empresa precisava retomar sua fumigação. O contador da empresa, Alfred Zaun, foi solicitado a substituir Tesch. Concordou, mas disse que precisava de autorização por escrito de Tesch. Freud e Pelican, ficando desesperados, organizaram uma reunião com microfones escondidos, esperando que Tesch pudesse se incriminar. No entanto, ele e Zaun sussurraram um para o outro baixo o suficiente para que os microfones não captassem nada.
Após a reunião, Zaun foi interrogado. Os oficiais disseram a ele que a sala estava grampeada e blefaram que haviam ouvido tudo. Zaun entrou em pânico e admitiu que a empresa havia vendido Zyklon B para campos de concentração. Disse que tinha registros para provar as vendas, mas alegou não saber seu propósito. Enquanto procurava através dos novos documentos, Freud encontrou alguns outros documentos discutindo um "curso de treinamento" ministrado por Tesch ao pessoal da SS em Sachsenhausen em janeiro de 1941. Os nomes de vários homens da SS foram listados. Todos eram de baixa patente.
Um nome chamou a atenção de Pelican, Wilhelm Bahr. Bahr, um oficial médico, havia sido anteriormente identificado por um sobrevivente do campo de concentração de Neuengamme como tendo participado nos assassinatos de centenas de prisioneiros. Após a guerra, Bahr havia se escondido no porão de uma casa perto do campo de Neuengamme. Seu plano era esperar até que os britânicos ocupassem a cidade, esperar mais algumas semanas, então deixar o porão e retornar à sua vida antiga. No entanto, Bahr foi pego depois que alguém o notou procurando comida e alertou as autoridades britânicas. Em maio de 1946, um tribunal militar britânico o considerou culpado de crimes de guerra e o sentenciou à morte por participar ativamente de assassinatos em massa. Bahr foi executado em outubro de 1946.
Neste ponto, no entanto, Bahr ainda estava vivo e sob custódia. Quando os oficiais britânicos pediram a Bahr para falar sobre o que fez em Neuengamme, confessou imediatamente. No hospital do campo, Bahr disse que havia assassinado judeus e outros "sub-humanos" usando injeções de fenol. Aqueles considerados inaptos para o trabalho foram injetados com a mistura mortal. Bahr insistiu a um Pelican horrorizado que as vítimas foram mortas "sem dor e humanamente", e haviam todos morrido dentro de minutos. Disse que havia matado de 90 a 100 internos dessa maneira diariamente em Neuengamme, e que no geral, provavelmente havia matado mais de 1000 pessoas.
Em 1942, Bahr disse que recebeu um curso de treinamento sobre o uso de Zyklon B por Tesch. Foi certificado e mostrado como usar Zyklon B para desinfecção. Bahr disse que geralmente apenas usava o gás para seu propósito original, desinfecção. No entanto, em uma ocasião, havia sido ordenado a esvaziar latas de Zyklon B em um barracão selado cheio com aproximadamente 200 POWs soviéticos. Bahr disse que Tesch não havia lhe ensinado o procedimento que empregou para usar Zyklon B em pessoas.
Embora a evidência contra Tesch fosse circunstancial, Freud não estava disposto a abandonar o caso. Tesch, Weinbacher e Joachim Drosihn, o primeiro técnico de gaseamento da empresa foram indiciados por crimes de guerra. A acusação era que os réus, "entre 1º de janeiro de 1941 e 31 de março de 1945, em violação das leis e usos da guerra forneceram gás venenoso usado para o extermínio de nacionais aliados internados em campos de concentração sabendo bem que o referido gás seria assim usado."

## Julgamento e execução
Em março de 1946, Tesch foi julgado conjuntamente com Weinbacher e Drosihn. O promotor foi o Major Gerald Draper do Exército Britânico, que argumentou que Tesch sabia que a SS estava usando Zyklon B para exterminar sistematicamente seres humanos, e havia escolhido continuar vendendo quantidades massivas do gás para eles. A primeira testemunha de Draper foi Emil Sehm, que discutiu o relatório que havia encontrado.
Draper apresentou várias outras testemunhas que também apoiaram a existência do relatório:
- Erna Biagini, uma ex-secretária da empresa que estava encarregada do registro, alegou ter lido, em "aproximadamente 1942", um relatório de viagem de Tesch que afirmava que Zyklon B poderia ser usado para matar seres humanos bem como pragas.
- Anna Uenzelmann, outra secretária, disse que em junho de 1942, após ditar um relatório de viagem ao retornar de Berlim, um Tesch aparentemente horrorizado disse a ela que Zyklon B estava sendo usado para gasear pessoas.

Karl Ruehmling, que havia sido contador e assistente mestre de gaseamento da empresa, disse que Zyklon B foi enviado por Tesch para Auschwitz, Sachsenhausen e Neuengamme. Auschwitz recebeu as maiores quantidades de gás. De acordo com outra testemunha, Drosihn havia visitado os campos uma vez. Depois, relatou a Tesch. Drosihn disse ao seu chefe que viu coisas "indignas da dignidade humana". No entanto, as vendas de Zyklon B continuaram. Draper apresentou uma declaração juramentada de um alto oficial do governo alemão mostrando que em 1943, era conhecimento comum na Alemanha que gás estava sendo usado para matar pessoas, embora Zyklon B não fosse o único gás sendo usado.

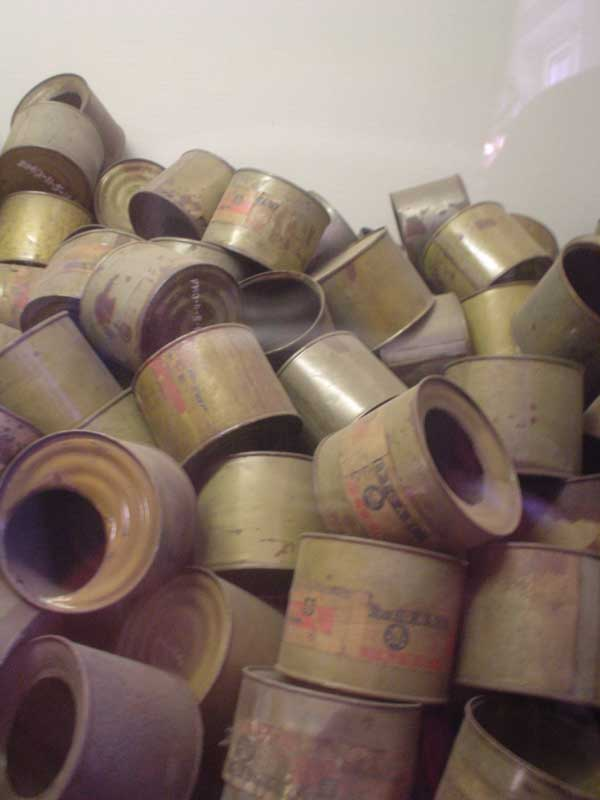
Recipientes vazios de gás venenoso, de Zyklon B, encontrados pelos russos no final da Segunda Guerra Mundial em Auschwitz

Draper descreveu Weinbacher como segundo no comando de Tesch. Weinbacher havia atuado como diretor substituto da empresa sempre que Tesch estava em viagens de negócios. Draper disse que se Tesch era culpado, Weinbacher também era. Tesch e Weinbacher alegaram ignorância. Alegaram que pensavam que o Zyklon B só seria usado para seu propósito pretendido. Weinbacher disse que não sabia nada sobre as viagens de negócios de Tesch. O advogado de Tesch admitiu que as quantidades de Zyklon B vendidas para a SS eram grandes. No entanto, disse que "era dever da SS garantir que o estado de saúde nas províncias orientais fosse mantido em alto nível". No banco das testemunhas, Tesch disse que o Leste Europeu tinha uma séria infestação de pragas, o que era verdade.
Draper focou menos em Drosihn, já que seu caso era muito mais complicado. Drosihn tinha um papel subordinado na empresa, e seu trabalho era técnico, e não havia envolvido contabilidade ou vendas. Com o apoio de testemunhas, Drosihn disse que não tinha nada a ver com os negócios da empresa. Seu advogado apontou para seu salário menor como evidência de sua falta de autoridade. Ele não estava em posição de ler os relatórios de viagem de Tesch. No encerramento, Draper disse que Drosihn deve ter sabido alguma coisa sobre o que Tesch e Weinbacher estavam fazendo, mesmo que seu trabalho não envolvesse vendas.
Quanto a Tesch, Draper disse que ele sabia exatamente o que estava fazendo quando vendeu Zyklon B para a SS. Disse que não havia como Tesch não saber o que estava acontecendo nos campos, ou quanto gás estava sendo vendido. Draper disse que as ações e conhecimento de Tesch o tornaram cúmplice de assassinato, e que Weinbacher era igualmente culpado. Draper admitiu sua falta de evidência direta. No entanto, disse então que "a verdadeira força" de seu caso não era a evidência direta, mas a própria empresa.

O Juiz Advogado resumiu o que Draper havia querido dizer. Disse que Tesch e Weinbacher pareciam saber tudo sobre seus negócios, mas eram sensíveis a falar sobre as vendas de Zyklon B para Auschwitz. O Juiz Advogado disse que Draper estava perguntando: "Por que é que estes empresários competentes são tão sensíveis sobre estas entregas particulares? É porque eles próprios sabiam que entregas tão grandes não poderiam possivelmente estar indo para lá com o propósito de desinfecção de roupas ou com o propósito de desinfecção de prédios?"

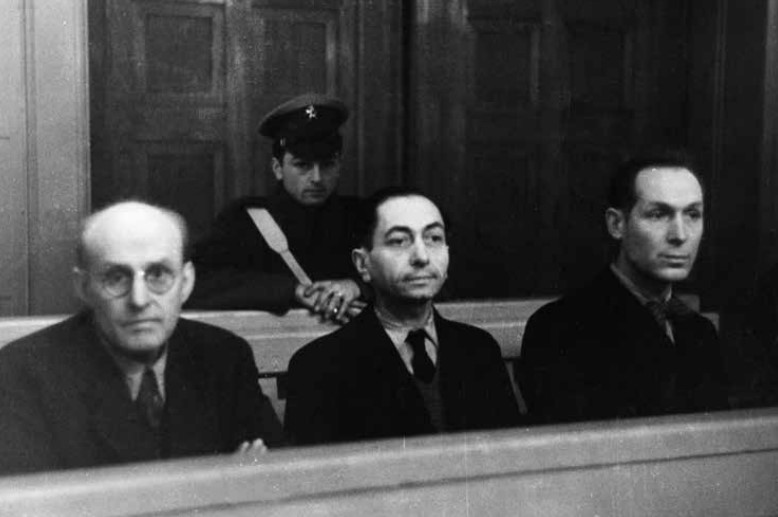
(Da esquerda para a direita) Tesch, Weinbacher e Drosihn em seu julgamento em março de 1946

No caso de Weinbacher, o Juiz Advogado disse que não havia evidência direta. No entanto, perguntou então aos juízes quais eram as chances de Weinbacher ter prestado atenção apenas às cifras relacionadas a outros negócios, e nunca àquelas concernentes às vendas de Zyklon B, o empreendimento de negócios mais lucrativo da empresa. Também observou que como vice-executivo da Testa, Weinbacher recebia comissão sobre todos os lucros da empresa. Durante sua exposição, o Juiz Advogado insinuou que Drosihn não era moralmente inocente. No entanto, disse que Drosihn não estava em posição de nem influenciar as vendas de Zyklon B para Auschwitz, muito menos preveni-las. Concluiu que independentemente de quanto Drosihn sabia, ele não poderia legalmente ser considerado culpado sem ter estado em posição de influenciar as vendas.
O julgamento terminou em 8 de março de 1946, Tesch e Weinbacher foram considerados culpados. Drosihn foi absolvido e libertado.
Como atenuante, a defesa de Tesch e Weinbacher alegou que Tesch não sabia como o gás estava sendo usado, e se sabia, só o vendeu sob imensa pressão da SS. Mesmo se Tesch não tivesse cooperado, disse, a SS teria alcançado seus objetivos por outros meios. Em conclusão, disse que Tesch era, na pior das hipóteses, um importante acessório antes do fato. O advogado de Weinbacher deu argumentos similares. Também disse que a responsabilidade deveria recair sobre Tesch, e implorou aos juízes que considerassem a esposa e três filhos de Weinbacher.
Após deliberações, Tesch e Weinbacher foram sentenciados à morte por enforcamento. Foram executados em 16 de maio de 1946, por Albert Pierrepoint na Prisão de Hamelin.